# Biurrun-Olcoz
Biurrun-Olcoz là một đô thị trong tỉnh và cộng đồng tự trị Navarre, Tây Ban Nha. Đô thị này có diện tích là 16,57 ki-lô-mét vuông, dân số năm 2007 là 210 người.
Đô thị nằm ở độ cao m trên 602 mực nước biển.

## Biến động dân số
| Biến động dân số                                            | Biến động dân số | Biến động dân số | Biến động dân số | Biến động dân số | Biến động dân số | Biến động dân số | Biến động dân số | Biến động dân số | Biến động dân số | Biến động dân số |
| 1996                                                        | 1998             | 1999             | 2000             | 2001             | 2002             | 2003             | 2004             | 2005             | 2006             | 2007             |
| ----------------------------------------------------------- | ---------------- | ---------------- | ---------------- | ---------------- | ---------------- | ---------------- | ---------------- | ---------------- | ---------------- | ---------------- |
| 173                                                         | 176              | 179              | 180              | 205              | 197              | 204              | 194              | 185              | 200              | 210              |
| Nguồn: Biurrun-Olcoz et instituto de estadística de navarra |                  |                  |                  |                  |                  |                  |                  |                  |                  |                  |